# Perozes (vitaxa)
Perozes (em grego: Περόζης; romaniz.: Perózēs; em persa médio: 𐭯𐭩𐭫𐭥𐭰; romaniz.: Pērōz) foi vitaxa de Gogarena e Gardamana no século IV. Foi o fundador da dinastia mirrânida, um desdobramento da Casa de Mirranes, um dos sete clãs partas do Império Sassânida.

## Nome
Perozes (Περόζης / Περώζης, Perózēs / Perṓzēs) é a forma grega do persa médio Peroz (𐭯𐭩𐭫𐭥𐭰, Pērōz), "Vitorioso", que derivou do persa antigo Pariauja (*Pariaujah; de *pari, "em torno", e *aujah, "força, poder"). Foi registrado em parta como Peroze (Pērōž), em persa novo como Piruz (پیروز, Pīrūz), em árabe Firuz (فَيْرُوز, Fīrūz), em georgiano como Peroze / Peroz (em georgiano: პეროჟ / პეროზ; romaniz.: Pʼerož / Pʼeroz) e em armênio como Peroz (Պերոզ).

## Vida
Perozes nasceu em data incerta ao longo do século IV e alegou descender da dinastia reinante no Império Sassânida. Segundo Leôncio de Ruissi, era parente do rei da Ibéria Meribanes III (r. 284–361), um convertido ao cristianismo, que pertencia à dinastia cosroida, que também era um ramo da Casa de Mirranes. Leôncio afirmou que Meribanes lhe entregou sua filha como esposa e o território de Cunani, com sua capital Partava, e o nomeou duque. Partava, além de capital de Cunani, era capital do Albânia, o que pode indicar uma confusão do autor e/ou uma simplificação do evento descrito na tradição histórica que Leôncio incorporou. Mais tarde, Aspacures II (r. 361–363) o convenceu a devolver a Albânia em troca dos territórios que flanqueavam a linha do Ducado de Sanxevilde até o início de Asócia e Perozes se converteu ao cristianismo. Tanto Leôncio como as demais fontes que citam Perozes não usam o título vitaxa para indicar a posição que ocupou, preferindo chamá-lo eristavi (governador e/ou governador-general) e metavari (príncipe). Haja vista o ofício de vitaxa ser funcionalmente ambos, Stephen Rapp propôs que foi a forma indireta como as fontes medievais aludiram à sua posição. Perozes morreu mais tarde e foi sucedido por seu filho Bacúrio I, cuja filha casar-se-ia com Aspacures II.
De acordo com Cyril Toumanoff, o relato de Leôncio não pode ser assumido como preciso, necessitando alguns ajustes para fazer sentido dentro do contexto que descreve. Alegou que é mais plausível que a narrativa em questão esteja indiretamente se referindo à secessão dos vitaxas guxáridas de Gogarena do Reino da Armênia ao Reino da Ibéria após a Paz de Nísibis de 363 assinada pelo Império Romano e o Império Sassânida. Fausto, o Bizantino menciona que, em 371, os territórios perdidos pela Armênia nessa época foram atacados sob ordens do rei Papa (r. 370–374) e é provável que os guxáridas possam ter sido exterminados no processo como consequência. No interim, os mirrânidas de Perozes foram empossados em Gogarena pelo rei ibero, explicando o relato tardio de Leôncio da concessão de territórios. Por sua vez, a menção a Cunani e Partava pode ser uma referência indireta à ascensão de outro ramo mirrânida em Gardamana, um antigo cantão de Otena que seria incorporado pela Albânia à época, por algum parente de Perozes por ocasião de sua ascensão em Gogarena. Stephen Rapp, optando por uma reconstituição ligeiramente diferente, assumiu que Perozes foi empossado por Meribanes III muito tempo antes, em cerca de 330, e que ele teria falecido cerca de 361, antes dos eventos utilizados por Toumanoff como suas balizas cronológicas.